# Eugen Kipp senior
Eugen Kipp senior (* 26. Februar 1885 in Stuttgart-Heslach; † 4. November 1931 in Stuttgart) war ein deutscher Fußballspieler und Olympiateilnehmer 1912.

## Leben
Kipp bestritt von 1908 bis 1913 insgesamt 18 Länderspiele und erzielte dabei zehn Tore. Unter anderem nahm er beim ersten offiziellen Länderspiel der deutschen Nationalmannschaft am 5. April 1908 in Basel gegen die Schweiz teil, und er erzielte beim ersten deutschen Länderspielsieg am 4. April 1909 gegen die Schweiz das 1:0, was zugleich den Endstand bedeutete. Er war vom 24. April 1910 bis zum 24. März 1912 der zweite Rekordnationalspieler des DFB und dann noch mal vom 29. Juni 1912 bis zum 3. Juli 1912 und vom 18. Mai 1913 bis zum 28. April 1929 Rekordhalter. In zwei Länderspielen (7. Juni 1908 gegen Österreich und 18. Mai 1913 gegen die Schweiz) fungierte er als Mannschaftskapitän.
Eugen Kipps spielte für die Sportfreunde Stuttgart (bis 1905 FC Karlsvorstadt), für die er von 1901 bis 1912 aktiv war und mit denen er 1910 den Kronprinzenpokal gewann; anschließend schloss er sich von 1912 bis 1914 den Stuttgarter Kickers an. Er nahm mit der deutschen Auswahl am olympischen Fußballturnier 1912 in Stockholm teil.
Mit dem Ersten Weltkrieg und dem Einberufungsbefehl im Sommer 1915 nahm Eugen Kipps Leben eine tragische Wendung. Im Oktober 1915 wurde er an der Westfront bei Ypern schwer verwundet, woraufhin sein rechtes Bein oberhalb des Knies amputiert werden musste. Außerdem erlitt er weitere Verletzungen durch Bajonettstiche in Kiefer und Schulter. Er konnte sich von diesen Kriegsverwundungen nie erholen und starb schließlich an deren Spätfolgen im Alter von nur 46 Jahren.
Noch zu Lebzeiten wurde er vom Reichsausschuss für Leibesübungen als einziger Fußballspieler neben Adolf Jäger mit der Adlerplakette, der damals höchsten Auszeichnung im deutschen Sport, geehrt.
Eugen Kipp hatte einen Sohn, Eugen Kipp junior, der ebenfalls viele Jahre für die Stuttgarter Kickers aktiv war und von 1932 bis 1936 in der Schweiz beim FC Bern spielte.